# Dancing with an Angel
"Dancing with an Angel" é um single lançado em 1995 pelo grupo italiano de eurodance Double You. A canção foi escrita por William Naraine, Ilaria Godani e Franco Amato, e foi produzida por Robyx. Foi incluída no álbum Forever, lançado em 1996.
Obteve grande sucesso na Itália, onde alcançou #2 em 1995, tornando-se um grande sucesso durante o verão.

## Faixas
CD Maxi-Single
| N.º | Título                                   | Duração |  |
| 1.  | "Dancing with an Angel" (Radio Mix)      | 3:48    |  |
| 2.  | "Dancing with an Angel" (Angel Mix)      | 7:46    |  |
| 3.  | "Dancing with an Angel" (Fast Piano Mix) | 6:53    |  |
| 4.  | "That's the Way" (Club Mix)              | 5:23    |  |
| 5.  | "Dancing with an Angel" (Na Na Mix)      | 5:51    |  |
| 6.  | "Dancing with an Angel" (Acappella)      | 3:46    |  |

## Desempenho nas paradas musicais
| Parada musical (1995) | Melhor posição |
| --------------------- | -------------- |
| Itália (FIMI)         | 2              |

| Parada de fim de ano (1995) | Melhor posição |
| --------------------------- | -------------- |
| Itália (FIMI)               | 13             |